# Archibald Primrose
Archibald Philip Primrose, 5e graaf van Rosebery (Londen, 7 mei 1847 - Epsom, 21 mei 1929) was een Brits liberaal politicus die van 1894 tot 1895 premier van het Verenigd Koninkrijk was.

## Levensloop

### Jeugd
Primrose was de oudste zoon en derde van vier kinderen van Archibald Primrose, Lord Dalmeny, en Catherine Lucy Wilhelmina Stanhope. Zijn vader, de zoon van de 4e graaf van Rosebery, stierf toen Archibald drie jaar oud was. Hierdoor werd hij de erfgenaam van zijn grootvader en kreeg hij de titel Lord Dalmeny.
Van 1860 tot 1865 studeerde hij aan het Eton College, waarna hij van 1866 tot 1869 aan de Christ Church van de Universiteit van Oxford studeerde. Hij studeerde echter niet af toen de universiteit hem de keuze liet stellen tussen verder studeren of zijn hobby paardenrennen.

### Begin van zijn politieke loopbaan
In 1867 weigerde Primrose om zich kandidaat te stellen voor het House of Commons, omdat hij toen bij geen enkele partij aangesloten was. In maart 1868 stierf zijn grootvader echter, waarna hij heel wat landgoederen in Schotland erfde en de 5e graaf van Rosebery werd. Rosebery werd hierdoor in mei 1868 automatisch lid van het House of Lords. In 1878 huwde hij met de rijke erfgename Hannah de Rothschild, met wie hij vier kinderen kreeg. In 1890 stierf zijn vrouw echter aan buiktyfus.

### Ministeriële loopbaan
In februari 1871 werd hij lid van de Liberal Party en werkte vanaf eind jaren 1870 nauw samen met partijleider William Ewart Gladstone. Toen de liberalen de verkiezingen van 1880 wonnen, kreeg Rosebery van Gladstone het aanbod om staatssecretaris van Indische zaken te worden, wat hij echter weigerde omdat hij dacht, dat sommigen zijn inzet tijdens de verkiezingscampagne konden interpreteren als eigenbelang in plaats van partijbelang.
In augustus 1881 werd Rosebery staatssecretaris van Binnenlandse Zaken, voornamelijk bevoegd voor Schotse zaken. Omdat Gladstone echter weinig aandacht had voor de zaken die Rosebery deed en voornamelijk met Ierse zaken bezig was, nam hij in juni 1883 ontslag. Een jaar eerder had hij in het parlement aan Gladstone gevraagd om meer aandacht te besteden aan Schotse zaken, wat echter niet gebeurde. Vervolgens reisde hij van 1883 tot 1885 door de Verenigde Staten en Australië.
Bij zijn terugkeer naar Engeland in 1885 merkte Rosebery op dat de regering-Gladstone in de problemen kwam door zijn politiek in Egypte na de val van Khartoem. Hij vond dat hij terug tot de regering moest toetreden en werd in februari 1885 commissaris van de Arbeidsraad en Lord Privy Seal. De val van Khartoem zou in juni 1885 voor de val van de regering-Gladstone zorgen, waarna de liberalen terug in de oppositie belandden.
In februari 1886 kwamen de liberalen opnieuw in de regering en vormde Gladstone zijn derde regering. In deze regering werd Rosebery minister van Buitenlandse Zaken en koningin Victoria vond dat dit de enige echt goede benoeming was. In augustus 1886 viel de regering echter nadat het parlement het voorstel van Gladstone om Ierland zelfbestuur te geven verwierp. Nu de liberalen terug in de oppositie waren, reisde hij enkele maanden door India.
Nadat Rosebery in 1891 een biografie over William Pitt de Jongere had geschreven, werd hij in augustus 1892 opnieuw minister van Buitenlandse Zaken. In 1893 kwam hij tussen bij de staking in de steenkoolmijnen en werd voorzitter van de Conferentie van Verenigde Steenkoolmijneigenaars en de Federatie van Mijnwerkers, die een oplossing voor deze staking moest vinden. Als minister van Buitenlandse Zaken bezorgde hij Groot-Brittannië in 1894 een protectoraat over Oeganda, waarbij hij van Gladstone de opdracht kreeg om de Britse invloed in het gebied te doen toenemen.

### Premierschap
In maart 1894 nam de 84-jarige Gladstone wegens zijn hoge leeftijd ontslag, waarna Rosebery de nieuwe leider van de liberalen en de nieuwe premier werd. In zijn eerste toespraak als premier aan het parlement verklaarde hij dat Ierland enkel zelfbestuur kon krijgen als Engeland, het grootste gebied van het Verenigd Koninkrijk, hier akkoord mee was. Hij breidde het lokale kiesrecht van vrouwen uit, voerde (progressieve) successierechten in en verhoogde de inkomstenbelasting. Ook ondertekende hij een verdrag met de Belgische koning Leopold II over enkele Congolese gebieden.
Als premier bestreed Rosebery de politieke groep "Little England", omdat hij vond dat Groot-Brittannië meer betrokken moest worden in wereldzaken. Hij kreeg weinig steun in het parlement voor zijn beleid en in juni 1895 nam hij ontslag als premier. In oktober 1896 nam hij ook ontslag als leider van de Liberale Partij.

### Na zijn premierschap
Na het einde van zijn partijleiderschap was Rosebery niet meer betrokken bij de actieve politiek. Hij verbleef regelmatig in de Villa Rosebery in Napels. Maar in 1901 richtte hij nog wel de Liberale Imperiale Raad op en in 1902 werd hij voorzitter van de Liberale Liga. In 1905, kort voor de liberalen terug in de regering kwamen, brak hij volledig met zijn partij omdat hij het niet eens was met de plannen van zijn partij om Ierland zelfbestuur te geven.
In 1910 diende Rosebery in het parlement een motie in waarin hij voorstelde om het House of Lords te hervormen en hij zich uitsprak tegen de parlementaire hervorming die premier Herbert Asquith voorstelde. Later steunde hij echter de liberale regering van Asquith, maar weigerde in 1916 in de regering te stappen toen Herbert Asquith en David Lloyd George conflicten hadden over de oorlogsvoering tijdens de Eerste Wereldoorlog.
In 1918 kreeg Rosebery een beroerte en was vanaf dan gedeeltelijk verlamd. In mei 1929 overleed hij op 81-jarige leeftijd.